# The Shops
The Shops is een kameropera van de Britse componist Edward Rushton.
De aanloop tot de opera vormde een bezoek dat hij samen met librettiste Dagny Gioulami bracht aan Londen. Het paar woonde zelf in Zürich. De wijze van winkelen in beide steden was dermate groot dat ze een cultuurshock eraan over hielden. Dagny Giuolamy en Rushton viel op dat men alleen maar kocht om iets te hebben, daarna was / is de pret verdwenen en moet men op zoek naar wederom iets nieuws. Zo houdt men het consumentisme in stand. In Zürich wordt natuurlijk ook gewinkeld, maar op een manier die niet zo aan verslaving doet denken.

## Synopsis
Uitgaande van bovenstaande, gaat de opera over de verzamelwoede van ene Christoph Schmalhans, die kunstobjecten verzamelt. Zijn inkomen is echter niet voldoende om dat altijd op legale wijze te doen. Hij schakelt daarom zijn vriendin Francesca Fein in; zij leidt suppoosten in musea en kunstgaleries af zodat hij zijn slag kan slaan. Uiteindelijk worden ze gesnapt en ondervraagd door de politie, ze komen voor de rechter en ontlopen hun straf niet. Als de moeder van Christoph, bij wie hij nog woont, hoort van de rechtszaak, steekt ze zijn verzameling in brand, want voor haar heeft die kostbare verzameling geen enkele waarde.
Tijdens de opera wisselen de karakters nog weleens van rol, zoals dat in het werkelijke leven ook gebeurt. Niet alleen Christoph blijkt verzamelverslaafd, ook de politieagenten, rechters en dergelijken hebben soms verzameldriften waaraan zij gehoor moeten geven. De karakters vormen daarom af en toe tijdens de opera een zelfhulpgroep van winkelverslaving.

## Orkestratie
- rollen voor Christoph Schmalhans, Francesca Fein, Adele Schmalhans (moeder), politiegant, psycholoog, en journalist; degene in de rol van moeder speelt tevens de rechter, de verkoopjuffrouw en koningin;
- viool, 2x cello, contrabas
- basklarinet, Bes-klarinet/ Esklarinet, A-klarinet, Bes-klarinet, A-klarinet/basklarinet;
- 1x percussie.

De première van het werk vond plaats op 22 juli 2007 in Birmingham. Het kreeg lovende kritieken, mede vanwege het originele uitgangspunt.

## Discografie en bron
- Uitgave NMC Recordings 146; The Opera Group o.l.v. Patrick Bailey.